# 1995 في الهند
فيما يلي قوائم الأحداث التي وقعت خلال عام 1995 في الهند.

## سياسة

### تعيين في المنصب
- 10 فبراير – براناب مخرجي وزير الشؤون الخارجية.

## أفلام
من الأفلام التي صدرت هذه السنة في الهند:
- 1 يناير – رجوع العاشق المجنون من إخراج أديتيا شوبرا.
- 1 يناير – كاران ارجون من إخراج راكيش روشان.

## وفيات

### أغسطس
- 5 أغسطس – آغا حسن عابدي (مواليد 1922)